# 岡本久義
岡本 久義（おかもと ひさよし）は、江戸時代の武士。

## 略歴
米倉丹後守家臣関根久尹の子。江戸幕府の御家人岡本久忠に男子が無かったため、その養子となるが、久忠より先に亡くなる。